# 미라보 다리

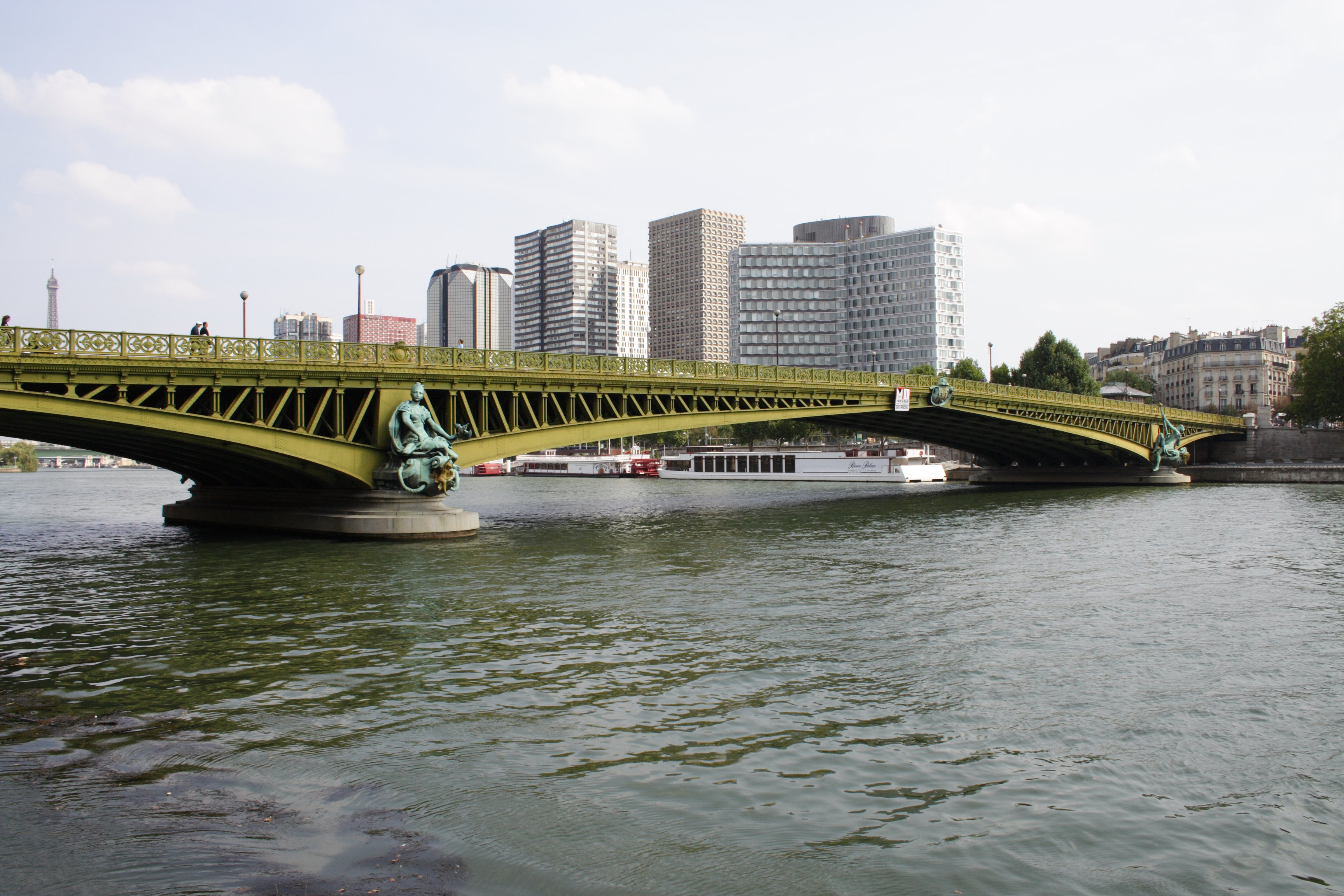
다리의 모습

미라보 다리는 1895년~1897년에 지어진 다리로서 1975년 프랑스의 역사적인 기념물로서 지정되기도 하였다.

## 역사
교량의 건축 계획은 베르사유 오른쪽과 미라보 가 인근을 아우르도록 지어졌으며 공식 조치는 1893년 1월 12일에 프랑스의 대통령 사디 카르노가 이뤄냈다. 디자인은 건축가 폴 라벨이 맡았으며 이외에도 장 르살과 아메드 달비라도 참여했다.

## 건축
전체 다리의 아치형은 93m를 이루며 오른쪽은 차도인 반면에 왼쪽은 철길로 사용된다. 건축 당시에는 미라보 다리가 파리 내에서 가장 길고 높은 다리였다. 높이는 173m이며 20m의 폭인 미라보 다리는 4m 크기의 지하실 두 개도 갖고 있다.
두 개의 부두도 인접하며 보트가 정박해 있다. 가장 가까운 오른쪽 뚝의 부두는 세느강 상류이고 반대쪽은 하류로 내려가는 해안가와 접한다. 다리에는 4개의 동상이 있으며 파리 시의 공식 마크가 새겨져있다.
미라보 다리는 15번 구획(강의 왼쪽 강뚝)에서 16번 구획을 연결하는 역할을 하며 파리 지하철의 미라보 역과 근접한다. 꽁방시옹 가(rue de la Convention)와 르무사트 가(rue de Rémusat)를 연결하는 구실도 하고 있다.

## 예술작품
- 미라보 다리(Le pont Mirabeau) : 기욤 아폴리네르의 시
- 조르주 브라상스의 노래 Les Ricochets는 미라보 다리를 노래한 것이기도 하다.
- 프랑스의 가수 마르크 라부안은 2001년 앨범에서 미라보 다리(프랑스어: Le pont Mirabeau)라는 노래를 발표하였다.

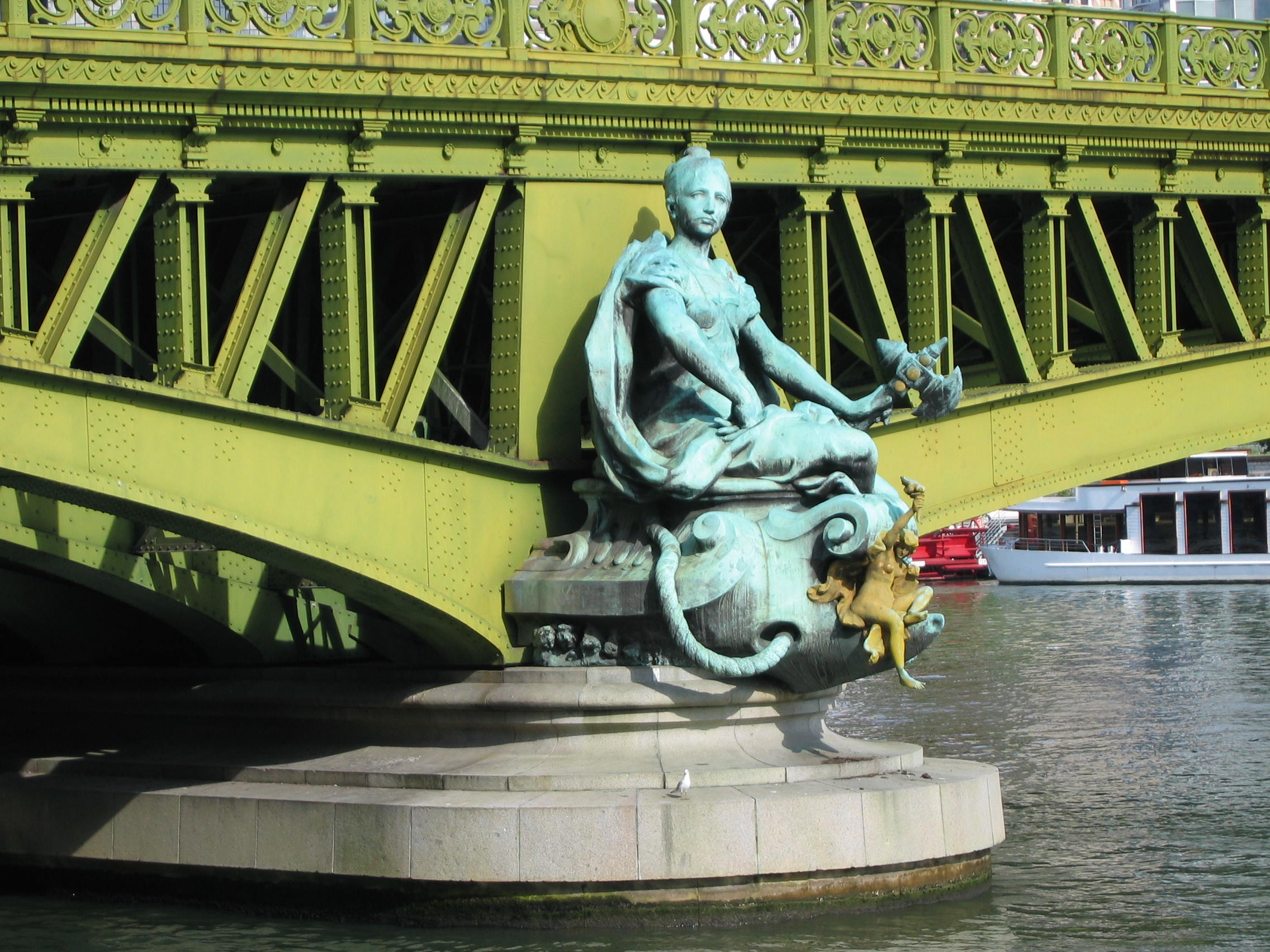
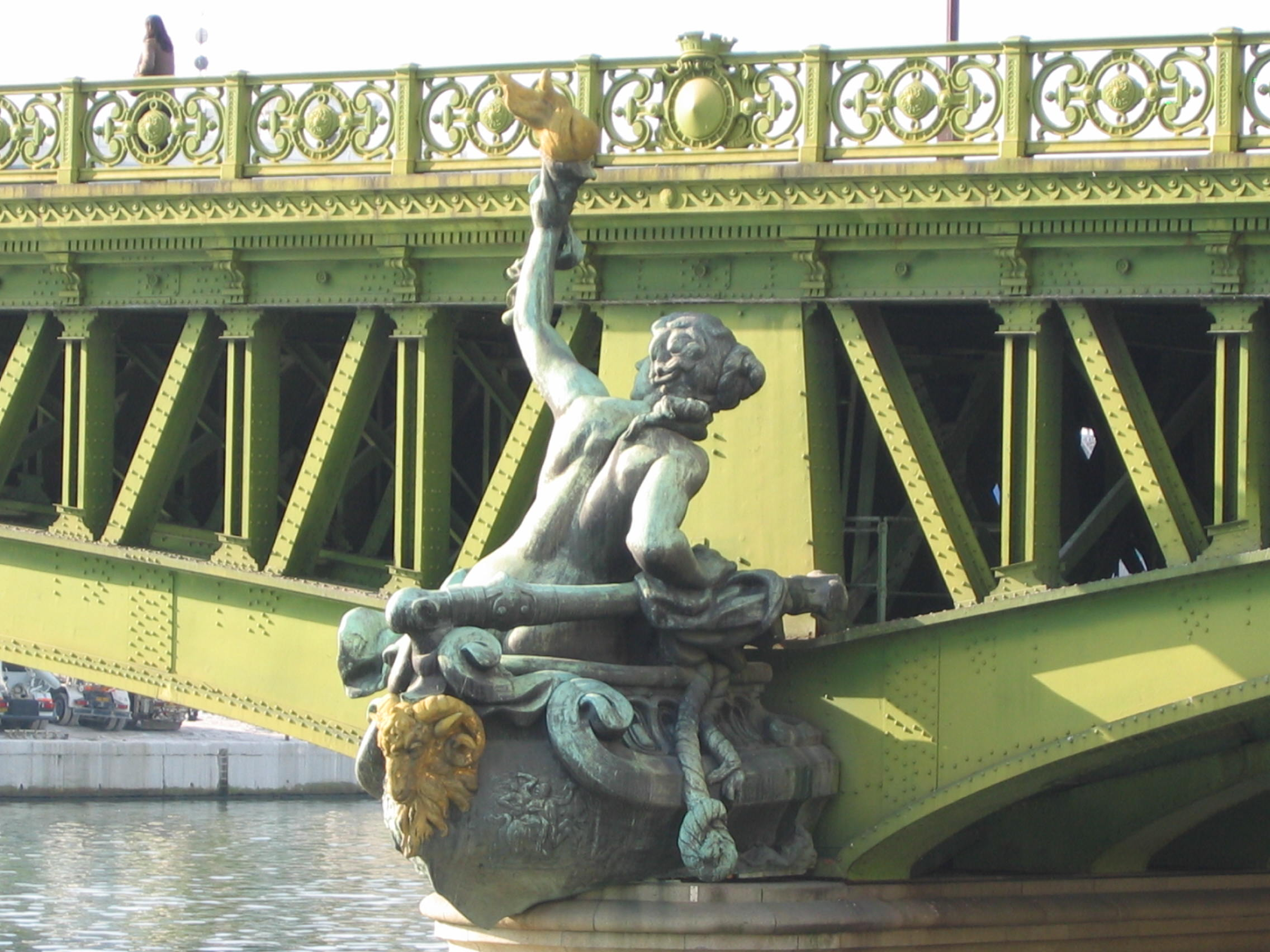
내륙 운송수단
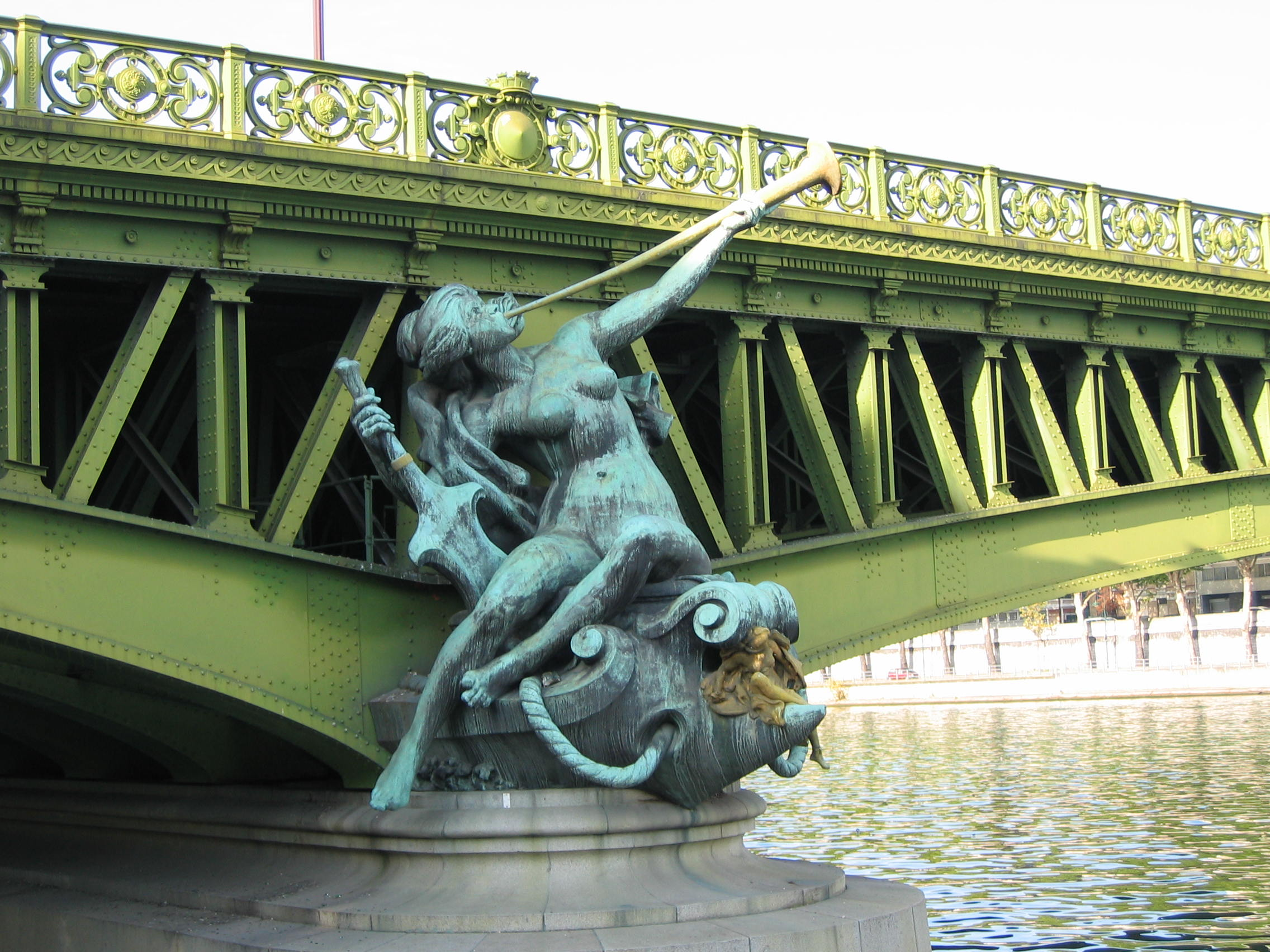
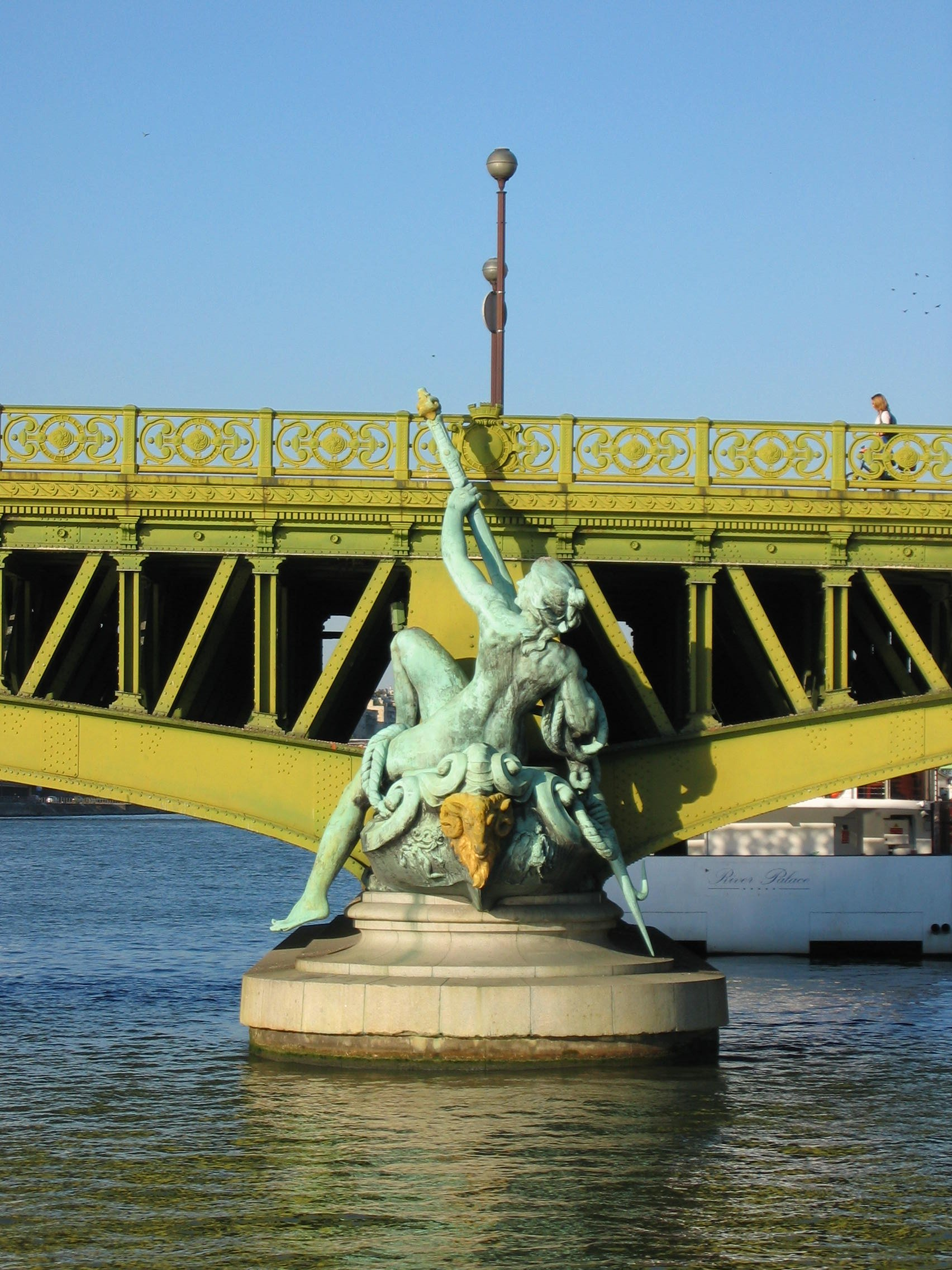
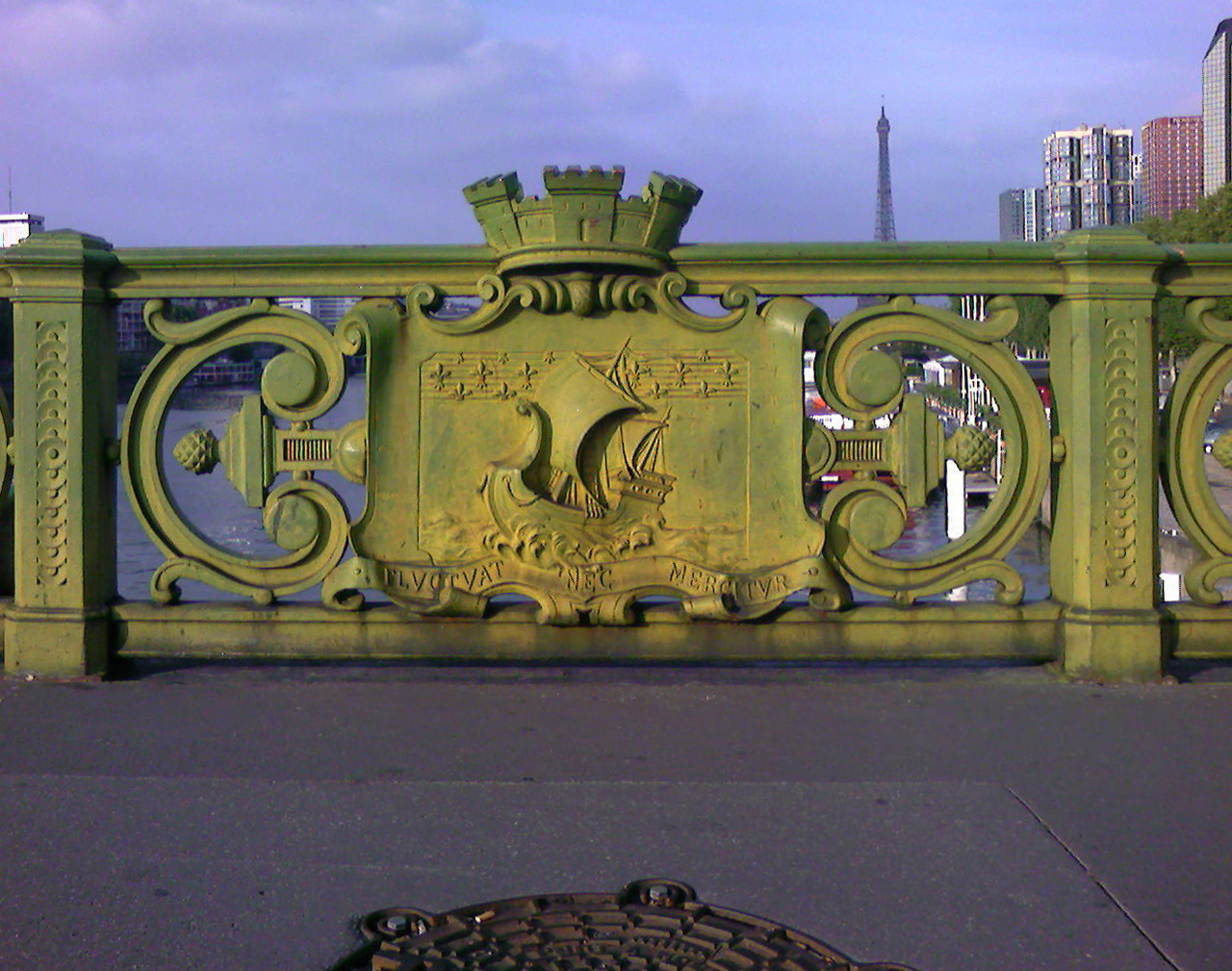
파리 시의 공식 마크

## 위치

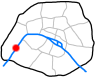
다리의 위치